# Staatliche Akademie für Krisenmanagement

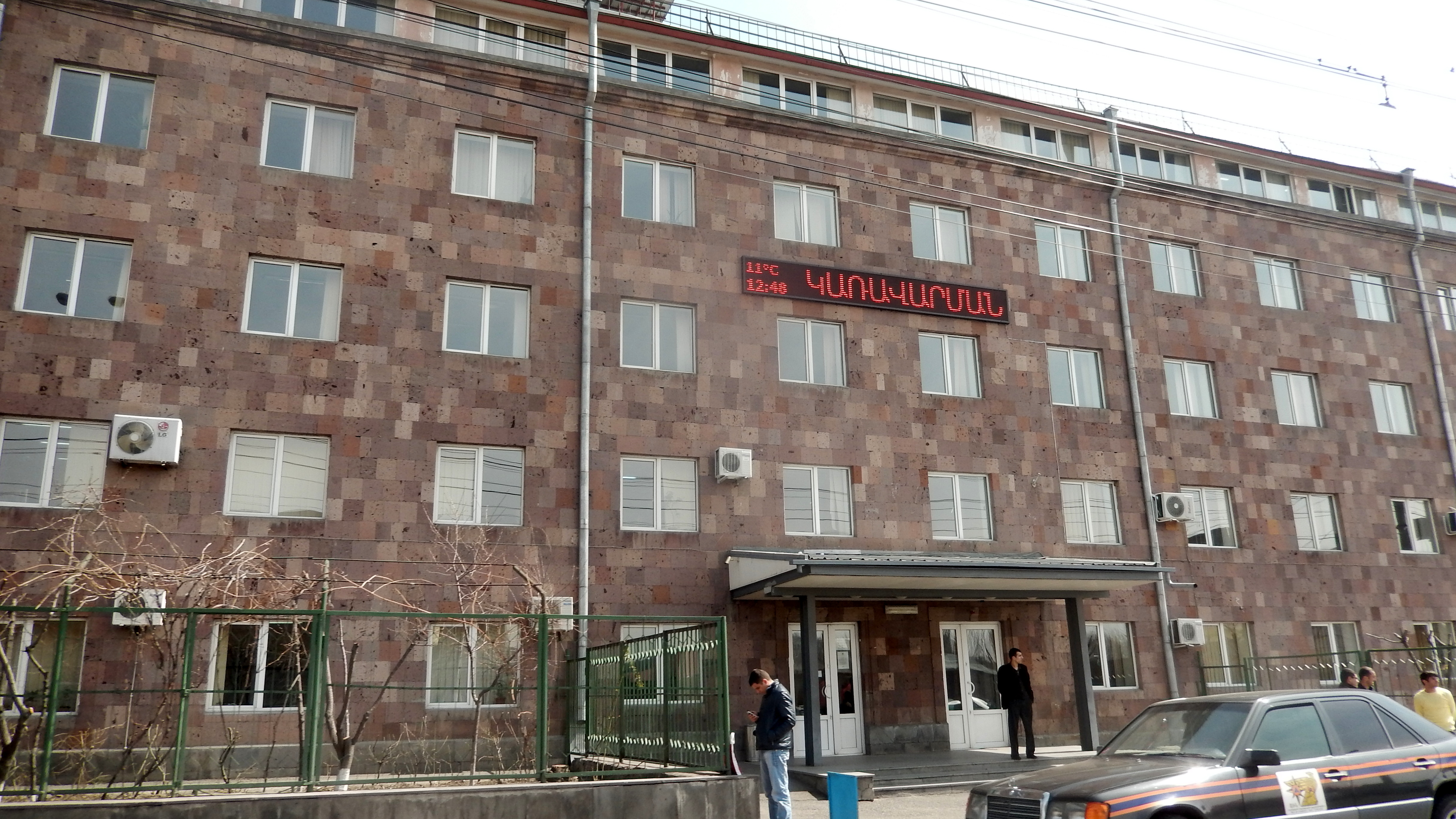
Hochschulgebäude (2015)

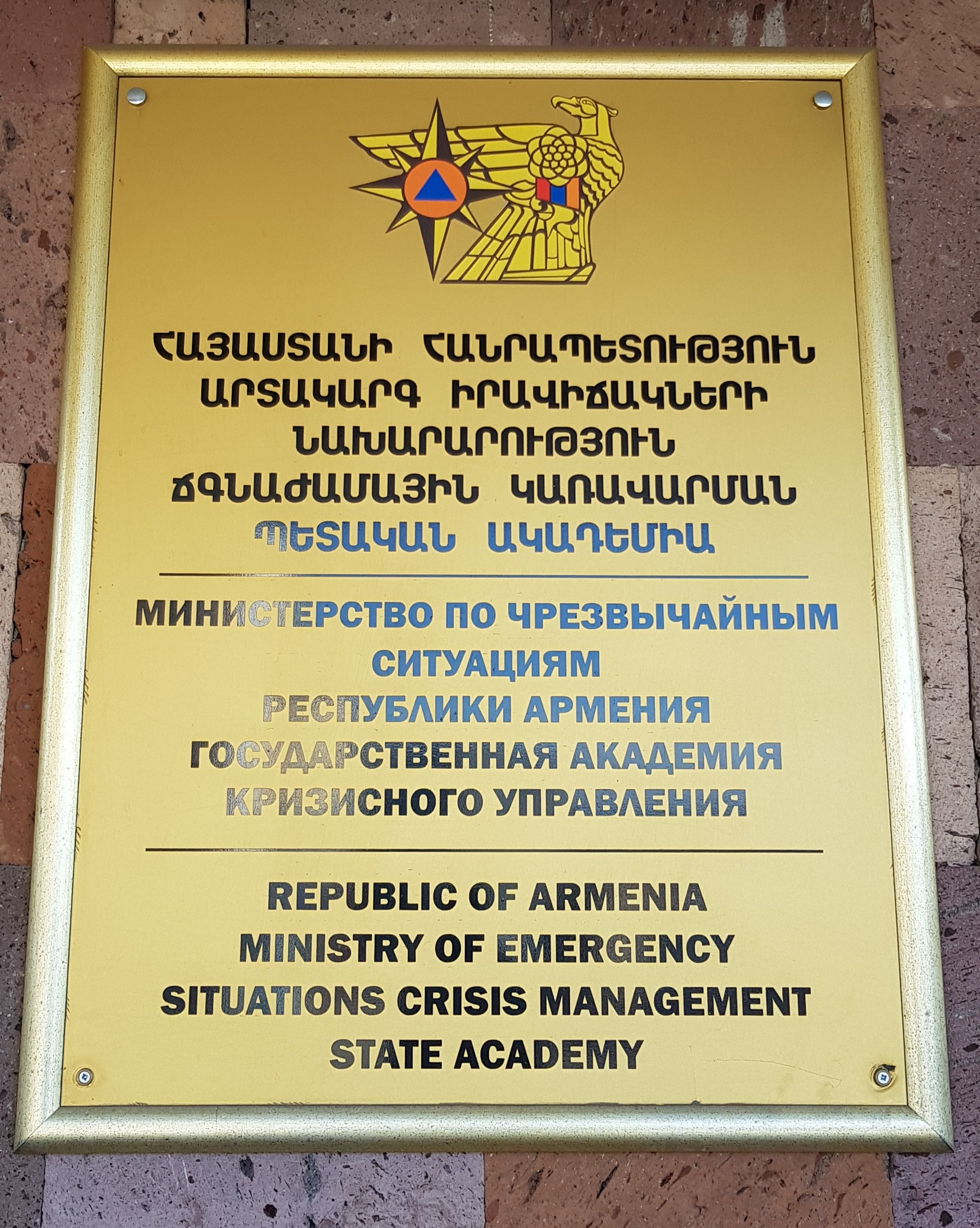
Wandtafel am Eingang der Akademie (2019)

Die Staatliche Akademie für Krisenmanagement (CMSA) (armenisch Ճգնաժամային Կառավարման Պետական Ակադեմիա; englisch Crisis Management State Academy) ist eine 1992 gegründete staatliche Hochschule für Krisenmanagement in Jerewan, der Hauptstadt von Armenien, und untersteht dem armenischen Katastrophenschutzministerium.

## Geschichte
Die Hochschule wurde per Dekret vom 31. Januar 1992 zunächst als Personalumschulungsinstitut gegründet. 1999 wurde es in Institut für Krisenmanagement umbenannt und 2003 umorganisiert. Zwischen 1995 und 1996 fanden internationale Trainingskooperationen mit Rettungsdiensten aus Italien, Deutschland und Schweden statt. Ein längerfristiges gemeinsames Training fand zwischen 1997 und 2005 mit dem Französischen Nationalen Institut für Verteidigung des französischen Innenministeriums statt. Mit dem Stand von 2019 verfügt die Akademie über Kooperationen mit zehn internationalen Universitäten und Organisationen.

## Studienangebot
Die Hochschule bietet (Stand 2019) folgende Studiengänge an:
Bachelor-Studiengänge
- Bachelor of Management
- Bachelor of Engineering
- Bachelor of Rescue Service

Master-Studiengänge
- Master of Management
- Master of Geology
- Master of Safety Service
- Master of Psychology
- Master of Professional Pedagogy